# Моя девушка — спецагент
«Моя девушка — спецагент» (кор. 7급 공무원) — романтическая кинокомедия с элементами боевика, повествующая об отношениях между агентами различных секретных правительственных ведомств. Премьера состоялась 22 апреля 2009 года.

## Сюжет
Российская криминальная организация пытается похитить и применить смертоносную вакцину в Корее. Два ведомства секретных корейских служб должны предотвратить акт терроризма. Ан Чи Су (Ким Ханыль), агент со стажем, и Ли Чжэ Джун (Кан Чжи Хван), агент-новичок, ранее встречались, но Чжэ Джун бросил Чи Су. Затем они встречаются при слежке за русскими, не зная настоящих профессий друг друга. Поскольку только они находились поблизости с преступниками во время слежки, главы их ведомств подозревают их обоих в пособничестве террористам.

## В ролях
- Ким Ханыль — Ан Чи Су
- Кан Чжи Хван — Ли Чжэ Джун
- Чан Ён-нам — руководителя группы Хонга
- Рю Сын Рён — Вон Сёк

## Критика
Рецензия-опрос веб-сайта Rotten Tomatoes показала, что 64 % аудитории, оценив на 3,5 балла из 5, дали положительный отзыв о фильме.